# Ceriagrion tenellum
Ceriagrion tenellum – gatunek ważki z rodziny łątkowatych (Coenagrionidae). Występuje głównie w zachodniej części basenu Morza Śródziemnego i dalej na północ po północno-zachodnią Europę. We wschodniej części zasięgu jest rzadka w Słowenii, Czarnogórze, Chorwacji i Albanii; występuje na Krecie, być może także na Ios. W północnej Afryce zasiedla Maroko, Algierię i Tunezję.